# Michael Hüther

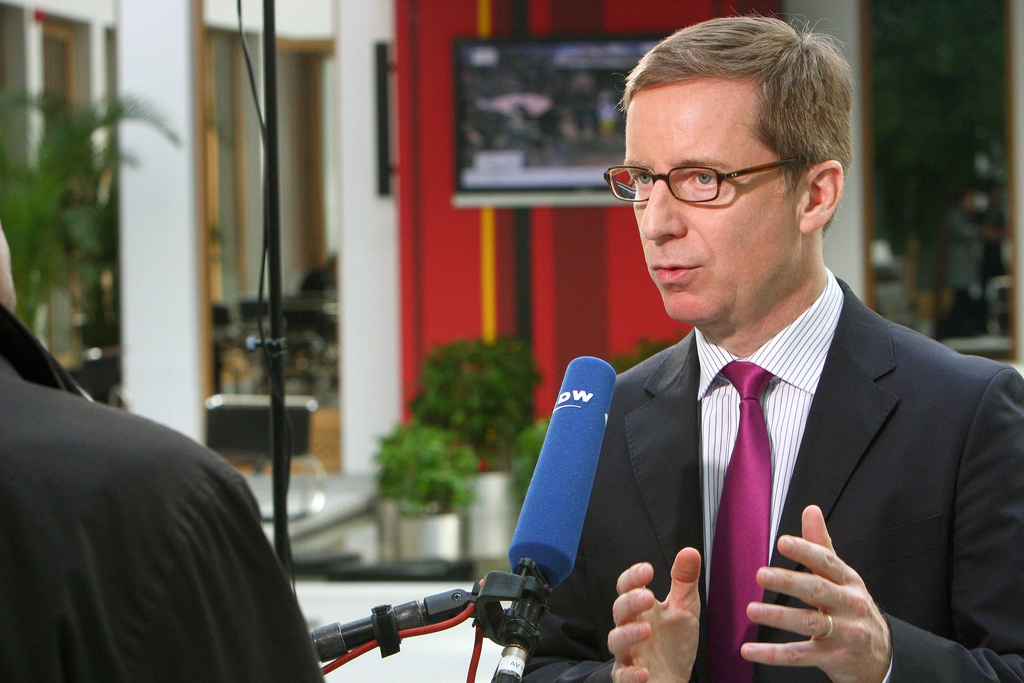
Michael Hüther (2011)

Michael Hüther (* 24. April 1962 in Düsseldorf) ist ein deutscher Wirtschaftswissenschaftler und Direktor des Instituts der deutschen Wirtschaft Köln.

## Studium
Hüther studierte Wirtschaftswissenschaften sowie Mittlere und Neuere Geschichte an der Justus-Liebig-Universität Gießen und der University of East Anglia in Norwich. 1990 wurde er im Fach Volkswirtschaftslehre zum Dr. rer. pol. promoviert (summa cum laude) mit einer Dissertation zum Thema „Integrierte Steuer-Transfer-Systeme für die Bundesrepublik Deutschland. Normative Konzeption und empirische Analyse“.

## Wissenschaftliche Stationen
Von 1987 bis 1991 war Hüther Wissenschaftlicher Mitarbeiter an der Professur für Volkswirtschaftslehre und Finanzwissenschaft der Universität Gießen. Von 1990 bis 1995 arbeitete er als wissenschaftlicher Mitarbeiter im Stab und von 1995 bis 1999 als Generalsekretär sowie Leiter des wissenschaftlichen Stabes des Sachverständigenrates zur Begutachtung der gesamtwirtschaftlichen Entwicklung in Wiesbaden. Von 1999 bis 2004 war er Chefvolkswirt und von 2001 bis 2004 Bereichsleiter Volkswirtschaft und Kommunikation der DekaBank Deutsche Girozentrale in Frankfurt. Seit 1995 war er Dozent und seit 2001 ist er Honorarprofessor an der EBS Universität für Wirtschaft und Recht in Oestrich-Winkel. Außerdem ist er seit Juli 2004 Direktor und Mitglied des Präsidiums des Instituts der deutschen Wirtschaft Köln. In dieser Rolle ist er seit April 2021 wöchentlich Teil des Podcasts „Economic Challenges“ des Handelsblatts, in dem er zusammen mit dem Ökonom Bert Rürup aktuelle ökonomische Herausforderungen für Deutschland und die Weltwirtschaft analysiert.

## Positionen
Durch seine Position als Direktor des Instituts der deutschen Wirtschaft Köln wird er regelmäßig zur wirtschaftlichen Lage in Deutschland befragt. Seine Einschätzung wird dann als Kommentar in Wirtschaftszeitungen wie z. B. dem Handelsblatt veröffentlicht.

### INSM
Im Dezember 2009 wurde Hüther als Testimonial für die Lobbyorganisation Initiative Neue Soziale Marktwirtschaft (INSM) aktiv. Er engagierte sich im Rahmen einer PR-Kampagne für die Aussage „Soziale Marktwirtschaft macht’s besser… weil sie aus Wettbewerb Wohlstand generiert.“

### Bedingungsloses Grundeinkommen
Im Juni 2016 sprach sich Hüther in einem Zeitungsartikel aus Anlass der eidgenössischen Volksabstimmung in der Schweiz zur Initiative Grundeinkommen gegen ein bedingungsloses Grundeinkommen aus.

### COVID-19-Pandemie in Deutschland
Gut ein halbes Jahr nach Beginn der COVID-Impfkampagne riet Hüther im Juli 2021 zu einem anderen Umgang mit der COVID-19-Pandemie in Deutschland: „Die Debatte in Politik und Gesellschaft“ solle sich „der durch die Impfung veränderten Risikolage stellen“. „Wenn die Erwachsenen umfangreich geimpft sind“, dann seien „die Jüngeren auch kein besonderes Risikopotential mehr.“ Die Lage sei durch die Impfkampagne eine grundsätzlich andere, weil dadurch nicht nur die Ansteckungsgefahr abnehme, sondern auch das Risiko schwerer Verläufe. Damit sei das Ziel der Corona-Bekämpfung ungefährdet, eine Überlastung des Gesundheitssystems zu verhindern.

### Ausstattung der Bundeswehr
Im Juli 2024 forderte Hüther, den Sonderfonds für die Bundeswehr von bis dato 100 Milliarden Euro auf 250 bis 300 Milliarden Euro aufzustocken. Nur so könne die Bundeswehr kriegstüchtig ausgestattet werden.

## Mitgliedschaften

### Unternehmen
- TÜV Rheinland, Vorsitzender des Aufsichtsrats (seit 2019)[7]
- Allianz Global Investors, Mitglied des Europäischen Aufsichtsrats[8]
- Deutsche Bank, Mitglied des Beirats (seit 2017)[9]
- TÜV Rheinland Berlin Brandenburg Pfalz, Mitglied des Vorstands (seit 2016)[10]
- Fraport, Mitglied des Wirtschaftsbeirats[11]

### Organisationen
- Mitglied in der Heinrich-Heine-Gesellschaft, Düsseldorf
- Mitglied im Verein für Socialpolitik
- Freie Demokratische Partei (FDP), Mitglied im Wirtschaftsforum der FDP
- Mitglied im Vorstand der Atlantik-Brücke, Berlin
- Mitglied des Wissenschaftlichen Beirats des Lobby- und Berufsverband Wirtschaftsrat der CDU
- Mitglied im Verwaltungsrat der EBS Universität für Wirtschaft und Recht, Oestrich-Winkel
- Mitglied im Kuratorium der Friedrich und Isabel Vogel-Stiftung, Essen
- Mitglied im Kuratorium der Lobbyorganisation Initiative Neue Soziale Marktwirtschaft[3]
- Mitglied der Ludwig-Erhard-Stiftung
- Mitglied im Kuratorium der Stiftung der Deutschen Wirtschaft, Berlin

## Ehrungen
2009 wurde Michael Hüther mit dem Bundesverdienstkreuz am Bande ausgezeichnet.
2024 erhielt Michael Hüther den „WiForward“-Preis des Wirtschaftsforums der SPD. Die Jury lobte besonders, dass er „jederzeit bereit ist, Vertrautes zugunsten von unbekanntem Terrain zu verlassen und Neues zu denken, wenn sich gewiss Geglaubtes verändert oder als nicht mehr tragfähig erwiesen hat“.

## Schriften (Auswahl)
- Entstehung und Ausbau der landesherrlichen Steuer im spätmittelalterlichen Bayern: ein Beitrag zur Finanzgeschichte. Gießen 1986.
- Der Dreißigjährige Krieg als fiskalisches Problem: Lösungsversuche und ihre Konsequenzen. Gießen 1987.
- Microsimulation of alternative tax and transfer systems for the Federal Republic of Germany. Gießen 1989.
- Probleme der Tarifgestaltung in integrierten Steuer-Transfer-Systemen. Gießen 1989.
- Geistesgeschichtliche Ursachen für die Entstehung der Nationalökonomie: Adam Smith, Aufklärung und Theodizee. Gießen 1989.
- Integrierte Steuer-Transfer-Systeme für die Bundesrepublik Deutschland: normative Konzeption und empirische Analyse. Berlin 1990.
- Zum aktuellen Integrationsbedarf in der deutschen Steuer- und Sozialpolitik. Gießen 1990.
- mit Friedrich Hinterberger: Selbstorganisation: Märkte, Staat und Institutionen; zu Herkunft und Bedeutung der Idee der Selbstorganisation in der Nationalökonomie. Gießen 1991.
- mit Hans-Georg Petersen: Taxes and transfers: financing German unification. Gießen 1991.
- Aufkommens- und Verteilungswirkungen von Grundeinkommensvorschlägen. Gießen 1991.
- Ist die Finanzpolitik noch zu retten? Gießen 1992.
- Integration der Transformation: Überlegungen zur Wirtschaftspolitik für das vereinigte Deutschland. Gießen 1992.
- mit Hubertus Bardt: Angebotsorientierte Umweltpolitik: Positionsbestimmung und Perspektiven. Köln 2006.
- Die disziplinierte Freiheit. Eine neue Balance von Markt und Staat. Murmann, Hamburg 2011, ISBN 978-3-86774-130-9.
- mit Hubertus Bardt: Verhaltensökonomik und Ordnungspolitik. Zur Psychologie der Freiheit. IW Medien, Köln 2011, ISBN 978-3-602-24147-7.
- Wir dürfen Deutschland nicht überfordern. (zur Euro-Krise, 12. Juni 2012, zeit.de)
- Die junge Nation. Murmann Verlag, Hamburg 2014, ISBN 978-3-86774-376-1.
- Die disziplinierte Freiheit. Eine neue Balance von Markt und Staat. Murmann Verlag, Hamburg 2011, ISBN 978-3-86774-130-9.
- mit Matthias Diermeier und Henry Goecke: Die erschöpfte Globalisierung: Zwischen transatlantischer Orientierung und chinesischem Weg. Springer 2018, ISBN 978-3-658-20070-1.[13]